# Угануће зглоба
Угануће зглоба, изврнуће, дисторзија, (лат. dystorsio), је истезање праћено потпуним или делимичним прекидом лигамената и зглобне чауре, најчешће настало изненадним нефизиолошким покретима у зглобу.

## Епидемиологија
Свакодневно само у САД око 25.000 људи доживи угануће зглоба, које се најчешће јавња:
- У скоро свим спортовима код спортиста и рекреативаца, деце или одраслих, у току физичких активности. Дисторзије су честе у оквиру спортских повреда и чине од 38% до 45% свих спортских повреда.
- При нормалном корачању по неравној или клизавој површини, при ношењу неподесне обуће,
- У току обављања професионалних активности нпр код војника на обуци, грађевинских радника, пољопривредника у пољу, итд.[2]

## Анатомско-физиолошке карактеристике зглобова
Анатомски и физиолошки гледано у организму човека постоје непокретни зглобови и покретни зглобови (који су због своје покретљивости знатно подложнија уганућу).

### Покретни зглобови
Покретни зглобови се разврставају на:
Високо мобилни зглобове
У које спадају високомобилни скочни зглоб или зглоб кука, или синовијалне зглобове, као што су колено или рамени зглоб. Синовијални зглобови, због високог обима покрета и већег размака између зглобних површина костију које образују зглоб и веће синовијалне шупљине коју образује зглобна чаура, испуњени су нестишљивом синовијалном течношћу, лабилни су и зато су знатно подложнији уганућу.
Хрскавичави зглобови
Због ојачана зглобном хрскавицом ови зглобови дозвољавају само мале покрете. Такви зглобови су између грудне кости и ребара.

### Лигаменти
Лигаменати зглоба и зглобна чаура држе зглоб и кости које улазе у састав зглоба, у јединствену и стабилну функционалну целину која је увек у правилном анатомском положају. Они штите зглоб од абнормалних или прекомерних покрета, посебно од прекомерног увијања, окретање и савијања.
Лигамент је хистолошки гледано еластична структура зглоба, која се обично истеже у оквиру својих физиолошких граница, да би се затим по завршеном покрету у зглобу враћала назад у свој нормалан, физиолошки положај.
Када је лигамент јаком физичком силом присиљен да се истегне изван својих нормалних или физиолошких „граница“, због прекомерног истезања долази до његовог делимичног расцепа или код тешких уганућа до потпуне руптуре (цепање еластичних влакана) лигамената.

## Подела уганућа зглоба према степену оштећења
Према степену оштећења лигамената, зглобне чауре и других структура зглоба, који пре свега одређује интензитет механичке силе у моменту повреде, клинички се разликују четири степена уганућа;
| Нулти степен                                | - Угануће зглоба код кога се бол јавља или се губи у року од десет минута, - Нема утицаја на покрете у зглобу. - Нема појаве отицања зглоба, одмах или у вечерњим сатима, када се оток најчешће јавља због појаве излива течности и крви из оштећених крвних судова у повређеном зглобу (као што је то случај код тежих облика уганућа).                                                                                            |  |
| Први степен - елонгација - благо угануће    | - Карактерише се истезањем меких структура зглоба и блажи је облик уганућа. - Настаје код делимичног или лакшег облика истезања лигамента и зглобне чауре. - Зглоб је отечен, болан и стабилан. - Оток се најчешће јавља након неколико дана од повреде. |  |
| Други степен - лацерација - умерено угануће | - Карактерише се делимичним расцепом (напрснућем) меких структура зглоба (лигамената или чауре зглоба) и ово је умерен облик уганућа. - Зглоб је јако болан, делимично натечен (деформисан), са знацима излива (због накупљања крви или течности у зглобној шупљини) и лагано нестабилан. |  |
| Трећи степен - руптура - тешко угануће      | - Карактерише се расцепом меких структура зглоба са потпуним прекидом лигамената и јачим оштећењем зглобне чауре, које прати обилан излив у зглобну шупљину изазван крварењем из оштећених крвних судова. - Зглоб је јако натечен, болан, - Покретљивост је немогућа, а зглоб је нестабилан и изражено деформисан. - Ово је најтежи облик уганућа често праћен и мањим коштаним инфракцијама на месту припоја повређеног лигамента. |  |

## Дијагноза
Дијагноза уганућа зглоба поставља се на основу:
- анамнезе,
- клиничке слике,
- објективног прегледа,
- рендгенографије, на којој се не види оштећење коштаног ткива, осим код уганућа трећег степена гдр због руптуре лигамената и зглобне чауре могу бити присутне мање коштане инфракције на месту припоја повређеног лигамента.

## Лечење
Први степен уганућа
- Компресивни завој
- Мировање 7-10 дана
- Правилно позиционирање зглоба - елевација
- Хладне облоге, најбоље лед, које се користе 20 -30 минута 3-5 пута дневно наредних 24-48 часова од повреде и има за циљ да смањи крварење и увећање отока меких ткива.
- Примена аналгетика према потреби

Други и трећи степен
- Имобилиозација гипсаном лонгетом, лонгетом од фибергласа или ортозом са подесивим тракама. (1-3 недеље)
- Хлађење хладним облогама (најбоље ледом), 20 -30 минута 3-5 пута дневно наредних 24-48 часова од повреде.
- Примена аналгетика према потреби.
- Хируршко лечење је ретко и обично се се спроводи код потпуног прекида континуитета лигамената и зглобне чауре или код повреде која не реагују на конзервативно лечење и код трајне нестабилности зглоба након вишемесечне рехабилитације. Оперативно лечење треба спровести непосредно након повреде зглоба (истог дана), јер тада даје најбоље резултате. Хируршко лечење укључује;

- Артроскопију; која даје увид унутрашње стање зглоба. Артроскопски се након уганућа могу открити; крвни угрушци, фрагменти костију и хрскавице, или део лигамента унутар зглоба.
- Реконструкцију зглоба; која има за циљ да коригује или реконструише, растегнут и поцепан лигамент методом ушивања покиданих крајева, или применом лигамената или тетива из непосредне околине зглоба.

- Физикална терапија - рехабилитација (хидрокинезитерапија, ултразвук, електрофореза (комбинована са аналгетицима и кортикостереоидима), интерферентне струје, ласер, магнетотерапија, кинезитерапија. Рехабилитација има посебан значај после оперативног лечења уганућа и има за циљ да повређеном зглобу поврати снагу и обим покрета и функцију. Дужина рехабилитације зависи од степена повреде и врсте операције и може да траје од једне недеље до неколико месеци.

У току лечења није пожељно ослањање на повређени зглоб и зато ако се ради о уганућу зглоба доњих удова, болеснику за кретање треба обезбедити штаке или инвалидска колица.

## Компликације
Ако се угануће лечи неправилно или недовољно дуго постоји могућност непотпуног опоравка лигамента, што може имати за последицу понављања уганућа, или трајање бола у зглобу више од четири до шест недеља. Тада говоримо о настанку хроничног уганућа зглоба, које се најчешће јавља код болесника који се вратио на посао, спорт или друге активности, а да претходно зглобу није дозволио потпуну рехабилитацију и оздрављење.
Као могуће компликације на уганутом зглобу најчешће се јављају;
- деформација зглоба,
- слабост мишића у околини зглоба која изазива понављање повреде,
- нестабилност (лабавост) зглоба,
- хронични бол.

## Превенција
- У току бројних радних и спортских активности, које дејством механичке силе могу изазвати извртање (увртање) глежња и других зглобова доњих удова, употребљавати одговарајућу наменску заштитну обућу.
- При свакој куповини извршити правилан избор врсте и величине обуће.
- Избегавати употребу ципела са високим петама, поготову у време интензивних активности, дужег ходања и код особа које су склоне уганућу зглобова (особе са старим повредама глежња).
- Пре сваке спортске или друге физичке активности спровести правилан програм загревања, истезања мишића и зглобова.
- Избегавати спортске и активности за које особа није добро обучена или увежбана.